# Composizioni di Jan Dismas Zelenka
Quest'elenco di  composizioni di Jan Dismas Zelenka è compilato secondo il catalogo delle opere redatto da Wolfgang Reiche "Jan Dismas Zelenka: Thematisch-systematisches Verzeichnis der musikalischen Werke (ZWV)", Dresden, 1985. Comprende composizioni vocali-strumentali (messe, requiem, oratori, salmi, inni liturgici, litanie, opere, melodrammi, processionali, antifone, arie, mottetti, brevi pezzi liturgici e spirituali), composizioni strumentali e per orchestra (sonate, sinfonie, concerti, eccetera).

## Opere accertate
| ZWV | Titolo                                            | Chiave | Anno                    | Note                                                   |
| --- | ------------------------------------------------- | --- | ----------------------- | ------------------------------------------------------ |
| 1   | Missa Sancta Caeciliae                            | sol maggiore | circa 1711              |                                                        |
| 2   | Missa Judica me                                   | fa maggiore | 1714                    |                                                        |
| 3   | Missa Corporis Domini                             | do maggiore | circa 1719              |                                                        |
| 4   | Missa Sancti Spiritus                             | re maggiore | 1723                    |                                                        |
| 5   | Missa Spei                                        | do maggiore | 1724                    | perduta                                                |
| 6   | Missa Fidei                                       | do maggiore | 1725                    |                                                        |
| 7   | Missa Paschalis                                   | re maggiore | 1726                    |                                                        |
| 8   | Missa Nativitatis Domini                          | re maggiore | 1726                    |                                                        |
| 9   | Missa Corporis Domini                             | re maggiore | circa 1727              |                                                        |
| 10  | Missa Charitatis                                  | re maggiore | 1727                    |                                                        |
| 11  | Missa Circumcisionis Dei Nostri Jesu Christi      | re maggiore | 1728                    |                                                        |
| 12  | Missa Divi Xaverii                                | re maggiore | 1729                    |                                                        |
| 13  | Missa Gratias agimus tibi                         | re maggiore | 1730                    |                                                        |
| 14  | Missa Sancti Josephi                              | re maggiore | circa 1731              |                                                        |
| 15  | Missa Eucharistica                                | re maggiore | 1733                    |                                                        |
| 16  | Missa Purificationis Beatae Virginis Mariae       | re maggiore | 1733                    |                                                        |
| 17  | Missa Sanctissimae Trinitatis                     | la minore | 1736                    |                                                        |
| 18  | Missa Votiva                                      | mi minore | 1739                    |                                                        |
| 19  | Missa Dei Patris                                  | do maggiore | 1740                    |                                                        |
| 20  | Missa Dei Filii                                   | do maggiore | circa 1740              |                                                        |
| 21  | Missa Omnium Sanctorum                            | la minore | 1741                    |                                                        |
| 22  | Missa Sancti Blasii                               | do maggiore | attribuita, data ignota |                                                        |
| 23  | Missa                                             | re maggiore | attribuita, data ignota |                                                        |
| 26  | Kyrie, Sanctus, Agnus Dei                         | re minore | circa 1723              |                                                        |
| 27  | Kyrie                                             | la minore | 1725                    |                                                        |
| 28  | Kyrie                                             | re minore | data ignota             |                                                        |
| 29  | Christe eleison                                   | mi minore | circa 1740              |                                                        |
| 30  | Gloria                                            | fa maggiore | 1724                    |                                                        |
| 31  | Credo                                             | re minore | circa 1728              |                                                        |
| 32  | Credo a due chori                                 | fa maggiore | circa 1724              |                                                        |
| 33  | Credo                                             | sol minore | circa 1725              |                                                        |
| 34  | Sanctus, Agnus                                    | sol minore | circa 1728              |                                                        |
| 35  | Sanctus                                           | la minore | 1725                    |                                                        |
| 36  | Sanctus                                           | re minore | circa 1728              |                                                        |
| 37  | Agnus Dei                                         | do maggiore | circa 1723              |                                                        |
| 38  | Agnus Dei                                         | sol maggiore | 1725                    |                                                        |
| 39  | Agnus Dei                                         | sol minore |                         |                                                        |
| 45  | Requiem                                           | do minore | data ignota             |                                                        |
| 46  | Requiem                                           | re maggiore | 1733                    |                                                        |
| 47  | Invitatorium, Lectiones et Responsoria            | | 1733                    |                                                        |
| 48  | Requiem                                           | re maggiore | circa 1731              |                                                        |
| 49  | Requiem                                           | fa maggiore | prima del 1730          |                                                        |
| 50  | De Profundis                                      | re minore | 1724                    |                                                        |
| 53  | Lamentationes pro hebdomada (6 brani)             | re minore, fa maggiore, si maggiore, sol minore, la maggiore, fa maggiore                                            | 1722                    |                                                        |
| 54  | Lamentationes pro hebdomada (3 brani)             | si maggiore, fa maggiore, fa maggiore                                                                                | 1723                    |                                                        |
| 55  | Responsoria pro hebdomada sancta (27 brani)       | | circa 1723              |                                                        |
| 56  | Miserere                                          | re minore | 1722                    |                                                        |
| 57  | Miserere                                          | do minore | 1738                    |                                                        |
| 58  | Immisit Dominus pestilentiam                      | | 1709                    |                                                        |
| 59  | Attendite et videte                               | | 1712                    |                                                        |
| 60  | Deus Dux fortissime                               | | 1716                    |                                                        |
| 61  | Il Serpente di Bronzo (oratorio)                  | | 1730                    |                                                        |
| 62  | Gesù al Calvario (oratorio)                       | | 1735                    |                                                        |
| 63  | I penitenti al Sepolchro del Redentore (oratorio) | | 1736                    |                                                        |
| 66  | Dixit Dominus                                     | la minore | circa 1725              | SATB, soli & ch.; 2Ob.; 2Vn.; 2Va.; B.c.               |
| 67  | Dixit Dominus                                     | do maggiore | circa 1728              | SATB, soli & ch.; 2Ob.; 2Vn.; Va.; B.c.                |
| 68  | Dixit Dominus                                     | re maggiore | 1726                    | SATB, soli & ch.; 2Tpt.; Timp.; 2Ob.; 2Vn.; 2Va.; B.c. |
| 69  | Dixit Dominus                                     | fa maggiore | circa 1728              | perduta                                                |
| 70  | Confitebor tibi Domine                            | la minore | circa 1728              | SATB, soli & ch.; 2Ob.; 2Vn.; Va.; B.c.                |
| 71  | Confitebor tibi Domine                            | do minore | 1729                    | B, solo; 2Ob.; 2Vn.; Va.; Org.                         |
| 72  | Confitebor tibi Domine                            | mi minore | 1725                    | SATB, soli & ch.; 2Ob.; 2Vn.; 2Va.; B.c.               |
| 73  | Confitebor tibi Domine                            | mi minore | circa 1728              | SATB, soli & ch.; 2Ob.; 2Vn.; Va.; B.c.                |
| 74  | Confitebor tibi Domine                            | sol maggiore | circa 1726              | perduta                                                |
| 75  | Beatus vir                                        | la minore | 1725                    | A, solo; SATB, ch.; 2Ob.; 2Vn.; 2Va.; B.c.             |
| 76  | Beatus vir                                        | do maggiore | 1726                    | SATB, soli & ch.; 2Ob.; 2Vn.; 2Va.; B.c.               |
| 77  | Beatus vir                                        | re minore |                         | perduta                                                |
| 78  | Laudate pueri                                     | la maggiore | circa 1726              | perduta                                                |
| 79  | Laudate pueri                                     | la minore | circa 1728              | perduta                                                |
| 80  | Laudate pueri                                     | la minore |                         | perduta                                                |
| 81  | Laudate pueri                                     | re maggiore | circa 1729              |                                                        |
| 82  | Laudate pueri                                     | fa maggiore | circa 1725              |                                                        |
| 83  | In exitu Israel                                   | re minore | circa 1725              |                                                        |
| 84  | In exitu Israel                                   | sol minore | circa 1728              |                                                        |
| 85  | Credidi                                           | la minore | circa 1728              |                                                        |
| 86  | Laudate Dominum                                   | fa maggiore |                         | perduta                                                |
| 87  | Laudate Dominum                                   | fa maggiore | circa 1728              |                                                        |
| 88  | Laetatus sum                                      | re maggiore | circa 1726              |                                                        |
| 89  | Laetatus sum                                      | re maggiore |                         | perduta                                                |
| 90  | Laetatus sum                                      | la maggiore | circa 1730              | perduta                                                |
| 91  | In convertendo                                    | sol minore | circa 1728              |                                                        |
| 92  | Nisi Dominus                                      | la minore | circa 1726              |                                                        |
| 93  | Nisi Dominus                                      | la minore |                         | perduta                                                |
| 94  | Beati omnes                                       | sol minore | circa 1728              |                                                        |
| 95  | De profundis                                      | la minore | 1728                    |                                                        |
| 96  | De profundis                                      | do minore | circa 1727              |                                                        |
| 97  | De profundis                                      | re minore | circa 1724              |                                                        |
| 98  | Memento Domine David                              | mi maggiore | circa 1728              |                                                        |
| 99  | Ecce nunc benedicite                              | la minore | circa 1739              |                                                        |
| 100 | Confitibor tibi Domine                            | si maggiore | circa 1728              |                                                        |
| 101 | Domine probasti me                                | fa maggiore | circa 1728              |                                                        |
| 102 | Lauda Jerusalem                                   | la minore | circa 1728              |                                                        |
| 103 | Lauda Jerusalem                                   | re minore | circa 1728              | perduta                                                |
| 104 | Lauda Jerusalem                                   | fa maggiore | circa 1727              |                                                        |
| 106 | Magnificat                                        | la minore |                         | perduta                                                |
| 107 | Magnificat                                        | do maggiore | circa 1727              |                                                        |
| 108 | Magnificat                                        | re maggiore | 1725                    |                                                        |
| 110 | Ave maris stella                                  | re minore | circa 1726              |                                                        |
| 111 | Creator alme siderum                              | re minore | 1725                    |                                                        |
| 112 | Crudelis Herodes                                  | sol minore | 1732                    |                                                        |
| 113 | Deus tuorum militum                               | do maggiore | circa 1729              |                                                        |
| 114 | Exesultet orbis gaudiis                           | re maggiore | circa 1730              |                                                        |
| 115 | Jam sol recessit                                  | re minore | circa 1726              |                                                        |
| 116 | Jesu corona virginum                              | re minore | circa 1729              |                                                        |
| 117 | Iste confessor                                    | la minore | circa 1729              |                                                        |
| 118 | Ut queant laxis                                   | la minore | circa 1726              |                                                        |
| 119 | Veni Creator Spritus                              | la minore | circa 1726              |                                                        |
| 120 | Veni Creator Spritus                              | do maggiore | circa 1729              |                                                        |
| 123 | Alma Redemptoris Mater                            | la maggiore | circa 1727              |                                                        |
| 124 | Alma Redemptoris Mater                            | la minore | circa 1725              |                                                        |
| 125 | Alma Redemptoris Mater                            | la minore | circa 1729              |                                                        |
| 126 | Alma Redemptoris Mater                            | re maggiore | circa 1730              |                                                        |
| 127 | Alma Redemptoris Mater                            | re minore | circa 1728              |                                                        |
| 128 | Ave Regina coelorum (6 brani)                     | la minore, re minore, do maggiore, sol minore, sol maggiore, la minore                                               | 1737                    |                                                        |
| 129 | Regina coeli (3 brani)                            | do maggiore, la minore, do maggiore                                                                                  | dopo il 1728            |                                                        |
| 130 | Regina coeli                                      | la maggiore | 1729                    |                                                        |
| 131 | Regina coeli                                      | la maggiore |                         | perduta                                                |
| 132 | Regina coeli                                      | do maggiore |                         | perduta                                                |
| 133 | Regina coeli                                      | re maggiore | circa 1731              | incompleta                                             |
| 134 | Regina coeli                                      | fa maggiore | circa 1726              |                                                        |
| 135 | Salve Regina                                      | la minore | 1730                    |                                                        |
| 136 | Salve Regina                                      | la minore | circa 1727              |                                                        |
| 137 | Salve Regina                                      | la minore |                         |                                                        |
| 138 | Salve Regina (2 brani)                            | do maggiore, re maggiore                                                                                             |                         | perduta                                                |
| 139 | Salve Regina                                      | re minore | 1724                    |                                                        |
| 140 | Salve Regina                                      | sol minore | circa 1725              |                                                        |
| 141 | Salve Regina                                      | sol minore |                         |                                                        |
| 145 | Te Deum                                           | re maggiore | circa 1724              |                                                        |
| 146 | Te Deum                                           | re maggiore | 1731                    |                                                        |
| 147 | Litaniae de Venerabili Sacramento                 | do maggiore | 1727                    |                                                        |
| 148 | Litaniae de Venerabili Sacramento                 | re maggiore | 1729                    |                                                        |
| 149 | Litaniae Lauretanae                               | do maggiore | 1718                    |                                                        |
| 150 | Litaniae Lauretanae                               | sol maggiore | 1725                    |                                                        |
| 151 | Litaniae Lauretanae 'Consolatrix afflictorum'     | sol maggiore | 1744                    |                                                        |
| 152 | Litaniae Lauretanae 'Salus infirmorum'            | fa maggiore | 1744                    |                                                        |
| 153 | Litaniae Omnium Sanctorum                         | la minore | circa 1735              |                                                        |
| 154 | Litaniae Xaverianae                               | re maggiore | 1723                    |                                                        |
| 155 | Litaniae Xaverianae                               | do minore | 1727                    |                                                        |
| 156 | Litaniae de Sancto Xaverio                        | fa maggiore | 1729                    |                                                        |
| 157 | Sub tuum praesidium (10 brani)                    | sol minore, do minore, re minore, re minore, mi minore, fa maggiore, sol minore, sol maggiore, re minore, sol minore | 1734                    |                                                        |
| 158 | Statio quadruplex pro Processione Theophorica     | si maggiore | prima del 1710          |                                                        |
| 159 | Pange lingua 'pro stationibus Theophoriae'        | do minore |                         | parti perdute                                          |
| 161 | Angelus Domini descendit (offertorio)             | la maggiore | 1723                    |                                                        |
| 162 | O sponsa amata; Sion salvatorum (2 arie)          | re maggiore, sol maggiore                                                                                            | attribuita              |                                                        |
| 163 | Asperges me (4 brani)                             | fa maggiore, fa maggiore, sol maggiore, sol maggiore                                                                 | circa 1724              |                                                        |
| 164 | Barbara dira effera (mottetto)                    | fa maggiore | circa 1733              |                                                        |
| 165 | Chvalte Boha silného (mottetto)                   | sol maggiore |                         |                                                        |
| 166 | Currite ad aras (offertorio)                      | do maggiore | 1716                    |                                                        |
| 167 | Da pacem Domine                                   | si maggiore | circa 1740              |                                                        |
| 168 | Gaude laetare (mottetto)                          | la maggiore | 1731                    |                                                        |
| 169 | Haec dies (inno)                                  | do maggiore | 1730                    |                                                        |
| 170 | Haec dies (inno)                                  | fa maggiore | circa 1726              |                                                        |
| 171 | O magnum mysterium (mottetto)                     | mi minore | 1723                    |                                                        |
| 172 | Pro, quos criminis (inno)                         | fa maggiore | 1723                    |                                                        |
| 175 | Sub olea pacis: Melodrama de Sancto Wenceslao     | | 1723                    |                                                        |
| 176 | Arie italiane                                     | |                         |                                                        |
| 177 | Il Diamante (Serenata)                            | | 1737                    |                                                        |
| 178 | Canone inverso 'Emit amor' (2 brani)              | do maggiore | circa 1723              |                                                        |
| 179 | Cantilena circularis 'Vide Domine'                | do maggiore | 1722                    |                                                        |
| 181 | Trii o Quartetti (6 brani)                        | fa maggiore, sol minore, si maggiore, sol minore, fa maggiore, do minore                                             | circa 1721              |                                                        |
| 182 | Capriccio                                         | re maggiore | circa 1717              |                                                        |
| 183 | Capriccio                                         | sol maggiore | 1718                    |                                                        |
| 184 | Capriccio                                         | fa maggiore | circa 1718              |                                                        |
| 185 | Capriccio                                         | la maggiore | 1718                    |                                                        |
| 186 | Concerto à 8 Concertanti                          | sol maggiore | 1723                    |                                                        |
| 187 | Hipocondrie à 7 Concertanti                       | la maggiore | 1723                    |                                                        |
| 188 | Overture à 7 Concertanti                          | fa maggiore | 1723                    |                                                        |
| 189 | Simphonie à 8 Concertanti                         | la minore | 1723                    |                                                        |
| 190 | Capriccio                                         | sol maggiore | 1729                    |                                                        |
| 191 | Canoni sull'esacordo (9 brani)                    | | circa 1721              |                                                        |
| 203 | Lamentationes Ieremiae Prophetae                  | |                         |                                                        |

## Opere perdute o di dubbia attribuzione
- ZWV 200: Missa, (do maggiore)
- ZWV 201: Credo, (re maggiore)
- ZWV 202: Sanctus, Agnus, (sol maggiore), circa 1725
- ZWV 204: Salve Regina, (la minore), circa 1719
- ZWV 205: Salve Regina, (fa maggiore)
- ZWV 206: Benedictus Dominus, (sol minore), circa 1723
- ZWV 207: Benedictus sit Deus Pater, (re maggiore), circa 1729
- ZWV 208: Graduale Propter veritatem, (fa maggiore)
- ZWV 209: Sollicitus fossor, (Mottetto; re maggiore), circa 1730
- ZWV 210: Veni Sancte Spiritus, (re maggiore), circa  1739
- ZWV 211: Qui nihil sortis felicitis, (Mottetto; si maggiore), 1730
- ZWV 212: Trumpet Fanfares, (6 brani), circa 1722
- ZWV 213: Messa, (re maggiore)
- ZWV 214: Messa, (re maggiore)
- ZWV 215: Messa, (sol minore)
- ZWV 216: Credo, (re maggiore)
- ZWV 217: Salve Regina duplex, (fa maggiore)
- ZWV 218: Salve Regina
- ZWV 219: Salve Regina
- ZWV 220: Cantiones sacrae, (18) (Giovanni Pierluigi da Palestrina ?), II libro di mottetti)
- ZWV 221: O sing unto the Lord, (inno) (trascrizione del XIX secolo)
- ZWV 230: Agnus Dei, (la minore) (presente nell'inventario)
- ZWV 231: Aria animae poenitentis, (do minore) (presente nell'inventario)
- ZWV 232: Ave Regina, (la minore) (presente nell'inventario)
- ZWV 233: Eja triumphos pangite, (Offertorio; do maggiore), prima del 1715 ?
- ZWV 234: Gaudia mille, (Mottetto; do maggiore) (presente nell'inventario)
- ZWV 236: Iste Confessore, (inno; do maggiore) (presente nell'inventario)
- ZWV 240: Missa Sanctae Conservationis (perduta)
- ZWV 241: Missa Theophorica a 2 Cori (presente nell'inventario)
- ZWV 242: Missa tranquilli animi
- ZWV 243: Quid statis. De Beata Virgine Maria (presente nell'inventario)
- ZWV 244: Tantum ergo, (do minore)
- ZWV 245: Via laureata, (school drama), 1704 (perduta)
- ZWV 247: Requiem, 1724?
- ZWV 248: Missa in honorem B. Alberti Magni, (re maggiore)
- ZWV 249: Missa, (re maggiore)